# Alexander Spitzer
Alexander Spitzer (ur. 22 października 1868 w Miszkolcu, zm. 16 stycznia 1943 w Theresienstadt) – austriacki lekarz, neurolog, anatom i patolog. Współpracował z Johannem Paulem Karplusem.  
Studiował medycynę na Uniwersytecie Wiedeńskim, którą ukończył w 1892 ze stopniem doktora medycyny. Po ukończeniu studiów pracował w klinice psychiatrii Richarda von Krafft-Ebinga. W 1914 został asystentem Juliusa Tandlera w Instytucie Anatomii Uniwersytetu Wiedeńskiego. W 1919 uzyskał habilitację z anatomii i został asystentem Otto Marburga w Instytucie Neurologii Uniwersytetu Wiedeńskiego, którą kontynuował do 1933 r. Na tym stanowisku, w 1924 został mianowany profesorem nadzwyczajnym anatomii i patologii układu nerwowego.
Na początku kariery zainteresowania Spitzera koncentrowały się na neurologii i psychiatrii. Po czasie spędzonym z Tandlerem zainteresował się krążeniem, co skłoniło go do zbadania ontogenetycznego i filogenetycznego rozwoju ludzkiego serca. Stamtąd Spitzer badał bardziej szczegółowo nieprawidłowy rozwój serca podczas transpozycji pni tętniczych. W swojej późniejszej karierze opublikował wiele artykułów na ten temat.
W 1938 roku stracił pracę z powodu żydowskiego pochodzenia, wydalony ze stanowiska na Uniwersytecie Wiedeńskim. Mniej więcej w tym czasie i w trudnych warunkach ukończył rękopis monografii Transpozycja i odwrócenie serc w świetle teorii filogenetycznej.
W 1942 został deportowany przez nazistów do obozu koncentracyjnego w Theresienstadt. Cierpiał już wtedy na chorobę serca. Za przyczynę jego śmierci lekarze w obozie koncentracyjnym uznają zwyrodnienie mięśnia sercowego.

## Wybrane prace
- Über die Beziehungen der abnormen Bündel zum normalen Hirnbau: Bemerkungen zum vorangehenden Aufsatz
- Über experimentelle Läsionen an der Gehirnbasis(anatomische Ergebnisse nebst einigen physiologischen Bemerkungen)
- Über die Kreuzung der Centralen Nervenbahnen: Und ihre Beziehungen zur Phylogenese des Wirbeltierkörpers (1910)
- Ueber Migräne. Fischer, 1901